# Nieuw Israëlietisch Weekblad
Het Nieuw Israëlietisch Weekblad (NIW) is een opinietijdschrift en cultureel magazine, gericht op de Nederlands-Joodse gemeenschap en belangstellenden in Judaica. Het blad werd opgericht op 4 augustus 1865 en is het oudste nog bestaande consumententijdschrift van Nederland. Het is bovendien het enige Joodse weekblad van Nederland.
Het Nieuw Israëlietisch Weekblad is een onafhankelijk weekblad. Het is een uitgave van de Stichting NIW en wordt geëxploiteerd door de Koninklijke BDU Uitgevers BV, die ook de Barneveldse Krant uitgeeft. Sinds 2009 wordt het NIW in kleur gedrukt.

## Geschiedenis

### 1865-1940
De oprichter van het NIW, Meyer Marcus Roest, koos in 1865 voor de naam Nieuw Israelietisch Weekblad om zich af te zetten tegen het Weekblad voor Israelieten, sinds 1851 het Israelietisch Weekblad.

In 1925 beschreef de toenmalige hoofdredacteur de achtergrond van de oprichting van het NIW als volgt:
"De stichting van ons blad in 1865 was reeds een reactie tegen den geest van stelselmatigen afval, die destijds een deel van het Nederlandsch Jodendom beheerschte en die tot uiting kwam in het toen reeds bestaande Weekblad. Het was de heerschappij der phrase, de neologische, uit Duitschland overgewaaide richting die toen in de Joodsche journalistiek van Nederland den toon aangaf en waartegen de onsterfelijke Meyer Marcus Roest in het geweer kwam."
Het Israelietisch Weekblad was dus in 1865 in de ogen van Roest en zijn orthodoxe medestanders verworden tot een vrijzinnig en liberaal blad. Om het orthodoxe karakter van het NIW te benadrukken, stond tot 1940 op de omslag steevast de tekst: "Om U met de echte leer der waarheid bekend te maken."
Philip Elte, die in 1875 aantrad als hoofdredacteur en dat 43 jaar lang bleef, wist van het NIW het populairste Joodse weekblad te maken. Naast het NIW bestond van 1924 tot 1932 het Joods weekblad De Vrijdagavond. Het NIW werd vanaf 1892 geproduceerd bij Uitgeverij Joachimsthal. Op 26 september 1940 verboden de Duitse bezetters alle Joodse bladen, waaronder het NIW. Alleen de Joodsche Raad mocht een blad uitgeven: Het Joodsche Weekblad.

### 1945-heden
Al op 17 mei 1945, twaalf dagen na de bevrijding, verscheen het NIW ondanks de papierschaarste opnieuw. Deze vroege herstart was wellicht mogelijk doordat twee directieleden van Joachimsthal, de massamoord op de Joden tijdens de oorlog hadden overleefd. Een bijzonderheid is dat het NIW destijds werd gedrukt op de persen van het voormalige antisemitische blad De Misthoorn.
Anders dan voor de oorlog is het NIW vanaf 1945 niet langer antizionistisch en orthodox, maar zionistisch, en richt het zich op de hele Joodse gemeenschap. Onder hoofdredacteur Mau Kopuit (1971-1992) groeide het NIW uit tot de spreekbuis van de Joodse gemeenschap in Nederland. Kopuit zei dat in het NIW niets en niemand ontzien worden.
Sinds de oprichting is het NIW in Amsterdam gevestigd; in 1972 nog op de Nieuwe Zijds Voorburgwal dat veel te klein werd, vandaar naar de Keizersgracht en vanaf 1985 in de voormalige Beth HaMidrasj Ets Haim (Leerhuis Boom des Levens) aan de Rapenburgerstraat. Om financiële redenen moest tussen 2000 en 2009 echter worden gekozen voor een goedkopere vestiging in Amstelveen.
In 2009 verhuisde het blad terug naar de hoofdstad. Het vestigde zich in het INIT-gebouw op Oostenburg, een bedrijfsverzamelgebouw waarin onder andere ook Het Parool gevestigd is. Op 15 december 2011 verhuisde de redactie naar een pand in de wijk De Pijp. In 2015 vierde het NIW haar 150-jarig bestaan.
De personele bezetting van het blad is klein. De redactie bestaat uit een hoofdredacteur, adjunct-hoofdredacteur, twee redacteuren en een eindredacteur. Daarnaast zijn voor het NIW een advertentieverkoper en een aantal ondersteunende krachten voor de administratie en de opmaak werkzaam.

## Oplage
- 1973: 7.000
- 2002: 5.500[3]
- 2019: 12.000

## Hoofdredacteuren
| - Meyer Marcus Roest, 1865-1867 - J. Mendes Chumaceiro, 1867-1875 - Philip Elte, 1875-1918 - D.L. Staal, 1918-1938 - Is. de Vries, J.S. Joachimsthal, E. van Amerongen, 1938-1940 - Is. de Vries, E. van Amerongen, 1945-1945 - Jaap Soetendorp, 1945-1948 - Jo Melkman, 1948-1952 - Jaap Meijer, 1952 - Jo Melkman, 1952-1957 - Mozes Heiman Gans, 1957-1967 | - Philip van Tijn, 1968 - Hans Knoop, 1968-1971 - Mau Kopuit, 1971-1992 - Tamarah Benima, 1992-1999 - Carine Cassuto, 1999-2002 - Elise Friedmann, 2002-2008 - Paul Damen, 2008-2009 - Esther Voet, 2009-2011 2015-heden - Maurice Swirc, 2011-2015 |